# Castillo antiguo de Navarino
El castillo antiguo de Navarino  (en griego: Παλαιό Ναυαρίνο) es una fortaleza franca del siglo XIII cerca de Pilos, en Grecia. Es uno de los dos castillos que custodian la bahía estratégica en la que se asienta; la otra es la nueva fortaleza de Navarino construida por los otomanos. En yuxtaposición con este último, con frecuencia se lo conoce simplemente como Palaiokastro o Paliokastro (en griego: Παλαιόκαστρο o Παλιόκαστρο, "antiguo castillo"). Ocupa el sitio del fuerte ateniense existente en la batalla de Pilos de 425 a. C.

## Denominaciones
En la época de los francos, el castillo fue conocido como Port-de-Jonc ("Puerto de los Juncos") o Port-de-Junch en francés, con algunas variantes y sus derivaciones: en italiano Porto-Junco, Zunchio o Zonchio, en catalán medieval Port Jonc, en latín Iuncum, Zonglon/Zonglos (Ζόγγλον/ς o Ζόγκλον/ς) en griego, etc. Hacia fines del siglo XIV e inicios del siglo XV, cuando estaba ocupado por la compañía navarra, fue conocido como Château Navarres (castillo de los navarros), y denominado Spanochori (Σπανοχώρι, "aldea de los españoles") por los griegos locales.

## Historia
El castillo se asienta sobre una imponente formación rocosa de 200 metros de altura en el borde norte de la bahía, flanqueada por escarpados acantilados; el sitio naturalmente defendible probablemente haya sido ocupado desde la época clásica. Aunque no hay barreras físicas de acceso, las ruinas del castillo han sido declaradas "cerradas" porque la estructura se considera peligrosa.
En 1204, después de la Cuarta Cruzada, el Peloponeso o Morea quedaron bajo el gobierno del Principado de Acaya, un estado de los cruzados francos. Según las versiones francesa y griega de la Crónica de Morea, el castillo fue construido por Nicolás II de Saint Omer, el señor de Tebas, quien cerca de 1281 recibió extensas tierras en Mesenia a cambio de ceder las posesiones de su esposa de Kalamata y Clemutsi al dominio principesco. Según la versión griega, pretendía esto como un futuro feudo para su sobrino, Nicolás III, aunque la versión aragonesa atribuye la construcción al propio Nicolás III, unos años más tarde. Según el medievalista Antoine Bon, es más probable una construcción bajo Nicolás II en la década de 1280, posiblemente en el período entre 1287 y 1289 cuando sirvió como virrey (bailli) de Acaya. Sin embargo, a pesar de las intenciones de Nicolás II, no está claro si su sobrino realmente heredó Navarino. Si lo hizo, siguió siendo suyo hasta su muerte en 1317, cuando él y todas las tierras mesenias de la familia volvieron al dominio principesco, ya que Nicolás III no tenía hijos.
La fortaleza permaneció relativamente poco importante a partir de entonces, excepto por la batalla naval en 1354 entre Venecia y Génova, y un episodio en 1364, durante el conflicto entre María de Borbón y el Príncipe Felipe de Tarento, debido al intento de María de reclamar el Principado luego de la muerte de su esposo, Roberto de Tarento. María había recibido la posesión de Navarino (junto con Kalamata y Mani) por Roberto en 1358, y el castellano local, leal a María, encarceló brevemente al nuevo príncipe bailí, Simón del Poggio. María retuvo el control de Navarino hasta su muerte en 1377. Alrededor de este tiempo, los albaneses se establecieron en el área, mientras que en 1381-1382, mercenarios navarros, gasconos e italianos estaban activos allí. Desde los primeros años del siglo XV, Venecia fijó sus ojos en la fortaleza de Navarino, por temor a que sus rivales los genoveses la tomaran y la usaran como base para los ataques contra los puestos de avanzada venecianos de Modona y Koroni. En el evento, los venecianos se apoderaron de la fortaleza ellos mismos en 1417 y, después de prolongadas maniobras diplomáticas, lograron legitimar su nueva posesión del Príncipe de Acaya, Centurión II Zaccaria, en 1423.
En 1423, Navarino, como el resto del Peloponeso, sufrió su primera incursión otomana, dirigida por Turahan Bey, que se repitió en 1452. También fue en Navarino que el emperador Juan VIII Paleólogo se embarcó en 1437, en dirección al concilio de Ferrara, y donde el último déspota de Morea, Tomás Paleólogo, se embarcó con su familia en 1460, luego de la conquista otomana del despotado de Morea. Después de 1460, la fortaleza, junto con los otros puestos de avanzada venecianos y Monemvasía y la península de Mani, eran las únicas áreas controladas por cristianos en la península. El control veneciano sobre Navarino sobrevivió a la Primera Guerra Otomano-Veneciana (1463–79), pero no a la Segunda (1499–1503): después de la derrota veneciana en la batalla de Lepanto en agosto de 1500, la guarnición de 3.000 soldados se rindió, aunque estaba bien provisionada para un asedio. Sin embargo, los venecianos lo recuperaron poco después, el 3 y 4 de diciembre, pero el 20 de mayo de 1501, un ataque conjunto otomano por tierra y mar a cargo de Kemal Reis y Hadim Alí Pashá lo recapturaron.

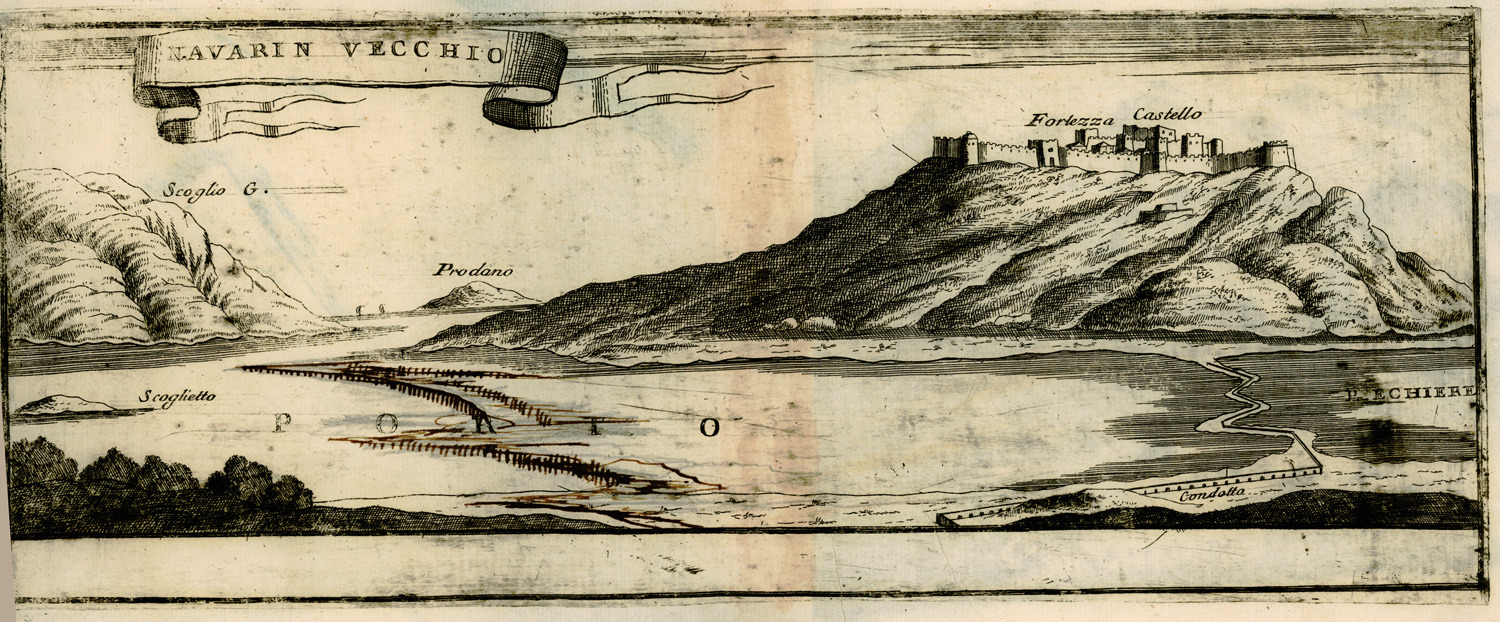
Castillo antiguo de Navarino (1688)

Entre 1572 y 1573, el almirante en jefe otomano (Kapudan Pasha) Uluj Alí construyó la nueva fortaleza de Navarino, para reemplazar el antiguo castillo franco, y este último disminuyó rápidamente en importancia: la nueva fortificación cubría mejor la práctica entrada principal a la bahía hacia el sur, especialmente pues la entrada más estrecha del norte fue bloqueada en 1571 por los barcos hundidos tras la batalla de Lepanto; el nuevo sitio también tenía un suministro de agua más seguro. A fines del siglo XVI, el antiguo castillo solo contaba con una guarnición de manera simbólica, y se fue deteriorando progresivamente durante el siglo XVII. Durante la guerra de Morea, los otomanos concentraron sus defensas en el nuevo castillo, y la guarnición de 100 hombres del antiguo castillo se rindió a los venecianos encabezados por Francesco Morosini sin entrar en batalla, el 2 de junio de 1686. Junto con el resto del Peloponeso, las fortalezas permanecieron en manos venecianas hasta 1715, cuando los otomanos las recuperaron. Los venecianos consideraron mejorar o demoler la fortaleza, pero terminaron haciendo algunas modificaciones antes de que los otomanos la retomaran. Tampoco hubo reparaciones o mejoras importantes realizadas por los otomanos, aunque fue guarnecida con una fuerza simbólica. Entre abril y junio de 1770, el área fue temporalmente ocupada por los rusos, durante la guerra ruso-turca de 1768-1774 y la revuelta de Orlov inspirada por los rusos en Grecia.
Después del estallido de la guerra de independencia griega en marzo de 1821, los griegos capturaron la nueva fortaleza de Navarino y masacraron su guarnición la primera semana de agosto de 1821. El área permaneció en manos griegas hasta el 29 de abril de 1825, cuando Ibrahim Pashá de Egipto capturó el antiguo castillo, seguido de la fortaleza el 11 de mayo. La guarnición otomano-egipcia permaneció allí hasta que fue entregada a las tropas francesas bajo el mando del general Nicolas Joseph Maison en la primavera de 1828.